# Коннахан, Джеймс
Джеймс Ко́ннахан (англ. James Connachan; 11 августа 1876 (по другим данным, 29 августа 1874) — дата смерти неизвестна) — шотландский футболист, нападающий.

## Футбольная карьера
Уроженец Глазго, играл в футбол за клубы Шотландской юношеской футбольной ассоциации «Глазго Пертшир» и «Данточер Хиберниан». Характеризовался как «быстроногий форвард» и «демон в шипах», отличался скоростью и прямолинейным атакующим стилем. В феврале 1897 года стал игроком «Селтика». 13 марта 1897 года провёл свой первый (и единственный) официальный матч за «Селтик» в чемпионате против «Сент-Миррен». Кроме этого провёл 2 матча за «Селтик» в Лиге Глазго (против «Терд Ланарк» и «Куинз Парк»). Однако в основной состав «Селтика» не мог пробиться из-за конкуренции со стороны Джорджа Аллана.
В октябре 1898 года «Селтик» отпустил ряд своих резервистов с целью снижения зарплатной ведомости, среди них был и Коннахан. Став свободным агентом, он изначально перешёл в «Эйрдрионианс», но вскоре покинул команду и стал игроком английского клуба «Ньютон Хит» из Манчестера. Дебютировал за «язычников» 5 ноября 1898 года в матче против «Гримсби Таун» на стадионе «Бэнк Стрит». Провёл за команду 4 матча в сезоне 1898/99. В феврале 1899 года перешёл в «Глоссоп»
Сыграв за «Глоссоп» 28 матчей и забив 8 мячей, в 1900 году перешёл в «Лестер Фосс». Провёл в команде один сезон, сыграв 29 матчей и забив 7 мячей. Затем был на просмотре в «Ноттингем Форест», но за клуб не играл. В сезоне 1901/02 выступал в шотландском «Мортоне», сыграв 5 матчей и забив 1 гол в чемпионате. В дальнейшем играл за шотландский клуб «Рентон». В 1906 году играл за канадский клуб «Британия» (Britannia FC). В декабре 1907 года стал игроком шотландского клуба «Дамбартон Харп».